# Creu de terme de la carretera de Prenafeta (Montblanc)
La creu de terme de la carretera de Prenafeta és una creu de terme del municipi de Montblanc (Conca de Barberà) situada a la partida de Fontanet, a la sortida de la població cap a l'est, prop del molí de Pas de Montblanc.
És una creu molt simple i sense elements ornamentals. La creu és trebolada, sobre un capitell i fus hexagonal. Fou construïda durant la postguerra en el mateix espai on hi havia hagut una creu medieval.